# كاتي كوك
كاتي كوك (بالإنجليزية: Katie Cook)‏ هي فنانة قصص مصورة أمريكية، ولدت في 9 ديسمبر 1981 في سالين في الولايات المتحدة.

## وصلات خارجية
- الموقع الرسمي